# Michel Husson
Pour les articles homonymes, voir Husson (homonymie).
Michel Husson, né le 3 avril 1949 à Lyon et mort le 18 juillet 2021 à Corvara in Badia (Italie), est un   économiste et statisticien marxiste français. 
Engagé politiquement, il a milité au PSU puis à la Ligue communiste révolutionnaire (LCR) et a ensuite été un militant altermondialiste.

## Biographie

### Jeunesse et études
Michel Husson étudie les sciences économiques à l'université Panthéon-Assas puis à l'université Paris-Nanterre entre 1966 et 1970. Il obtient une licence puis un diplôme d'études supérieures de sciences économiques à l'université Panthéon-Sorbonne où il étudie durant l'année 1970-1971. 
Il termine son cursus à l'École nationale de la statistique et de l'administration économique (filière Administrateurs) entre 1971 et 1974.

### Parcours professionnel
Michel Husson entre dans la fonction publique comme administrateur de l'Insee à la fin de ses études.
Entre 1975 et 1984, il travaille à la Direction de la Prévision du ministère français de l’Économie où il s'occupe de travaux de modélisation macroéconomique. Entre 1985 et 1987, il est détaché à l'Instituto Nacional de Estadística y Geografía à Mexico (Institut national de statistique mexicain) où il travaille sur un modèle de l’économie mexicaine. 
Entre 1987 et 1989, il travaille au ministère de l’Industrie dans le Service de Statistiques Industrielles (SESSI) en tant que chef du Bureau Analyse Statistique. 
À partir de 1990, il travaille à l'Institut de recherches économiques et sociales (IRES, lié aux syndicats) comme Chef du groupe « Emploi ».

### Activité militante

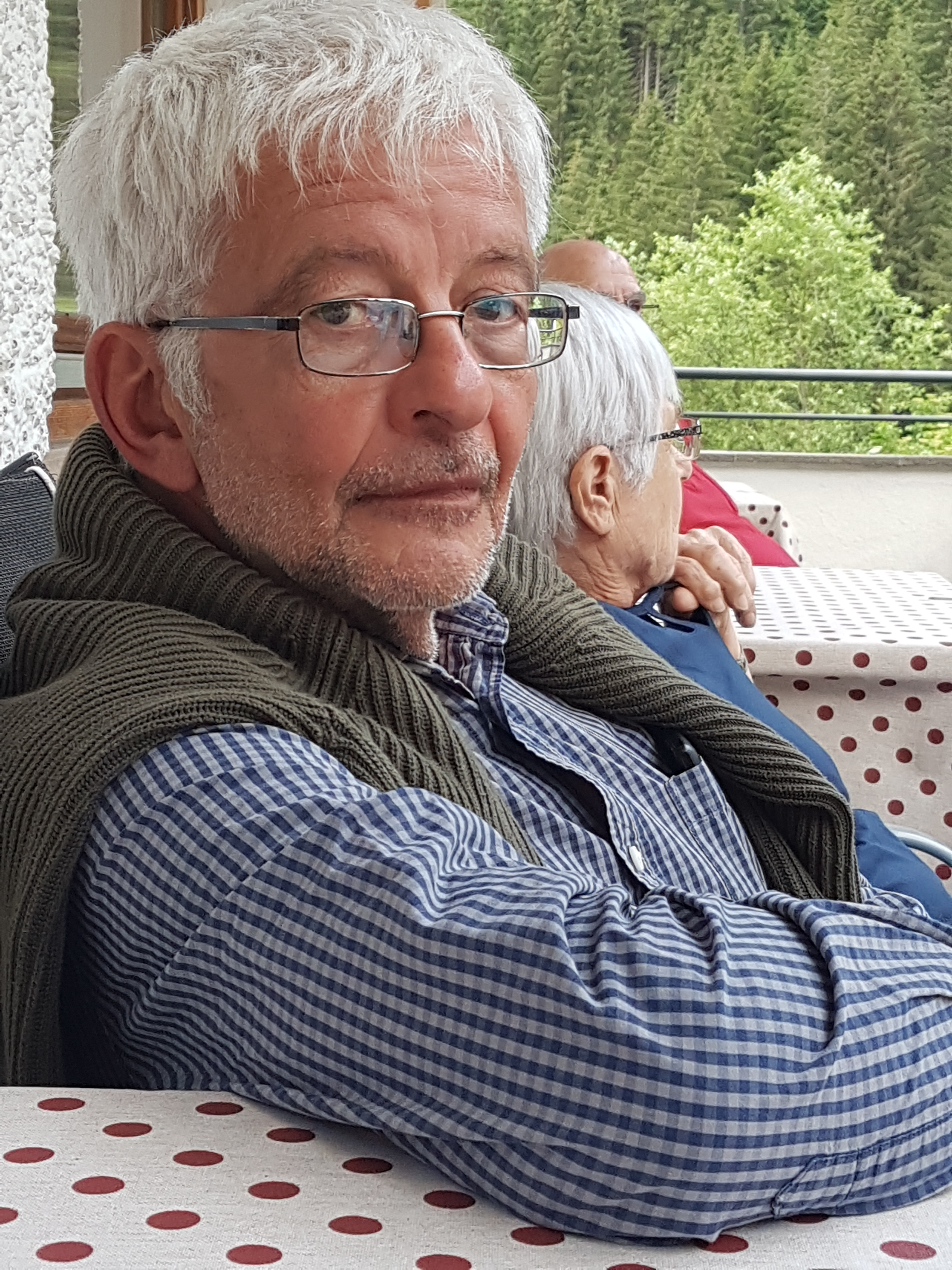
Michel Husson en 2018 dans les Dolomites

Ancien militant du Parti socialiste unifié (PSU), Michel Husson adhère en 1979 à la Ligue communiste révolutionnaire (LCR), dont il a fait partie du comité central entre 1995 à 2000. En désaccord avec l'attitude de la LCR vis-à-vis des collectifs anti-libéraux, il quitte le parti en décembre 2006.
Il est également membre de la fondation Copernic, ainsi que du Conseil scientifique d’Attac. Il a participé à la création de l'association Agir ensemble contre le chômage (« AC! ») en 1993.[réf. nécessaire]
Il soutient la candidature de José Bové à l’élection présidentielle.

### Mort
Michel Husson meurt le 18 juillet 2021 à Corvara in Badia, dans les Dolomites, en Italie, d'une rupture d'anévrisme,.

## Prises de position
Lors du second tour de l'élection présidentielle française de 2012, Michel Husson signe l'appel des économistes soutiens du Front de gauche pour battre Nicolas Sarkozy. 

## Publications
- Misère du Capital, critique du néolibéralisme. Paris, Syros, 1996
- Les ajustements de l’emploi, Page deux, 1999.
- Six milliards sur la planète : sommes-nous trop ?, Textuel, 2000.
- Le grand bluff capitaliste, La Dispute, 2001.
- Les casseurs de l’État social, La Découverte, 2003.
- Travail flexible, salariés jetables, La Découverte, 2006.
- Supprimer les licenciements, Syllepse, 2006.
- Un pur capitalisme, Page Deux, 2008.
- Le capitalisme en 10 leçons. Petit cours illustré hétérodoxe, Paris, Zones, 2012, 256 p.,  (ISBN 9782355220364).
- Thomas Piketty : une critique illusoire du capital, coécrit avec Alain Bihr, Éditions Page deux, Syllepse, 2020  (ISBN 9782849508473)
- Portrait du pauvre en habit de vaurien - Eugénisme et darwinisme social, ouvrage posthume à paraître au printemps 2023

## Prolongation des travaux de Michel Husson
Les 10 et 11 juin 2022, un séminaire intitulé « Michel Husson au Panthéon » s’est tenu à la Sorbonne Panthéon afin de lui rendre hommage, rassemblant une centaine de participants. Les témoignages et les contributions présentées ont démontré à quel point Michel Husson liait son activité de recherche et de plaidoyer aux besoins des mouvements sociaux[source insuffisante].